# 悦来镇 (沭阳县)
悦来镇，是中华人民共和国江苏省宿迁市沭阳县下辖的一个乡镇级行政单位。

## 行政区划
悦来镇下辖以下地区：
悦来社区、华新村、大方村、沟涯村、肖湖村、橡佟村、薛方村、枣林村、叶新庄村、叶上庄村、双蔡村和郭湖村。